# Otto Zarek

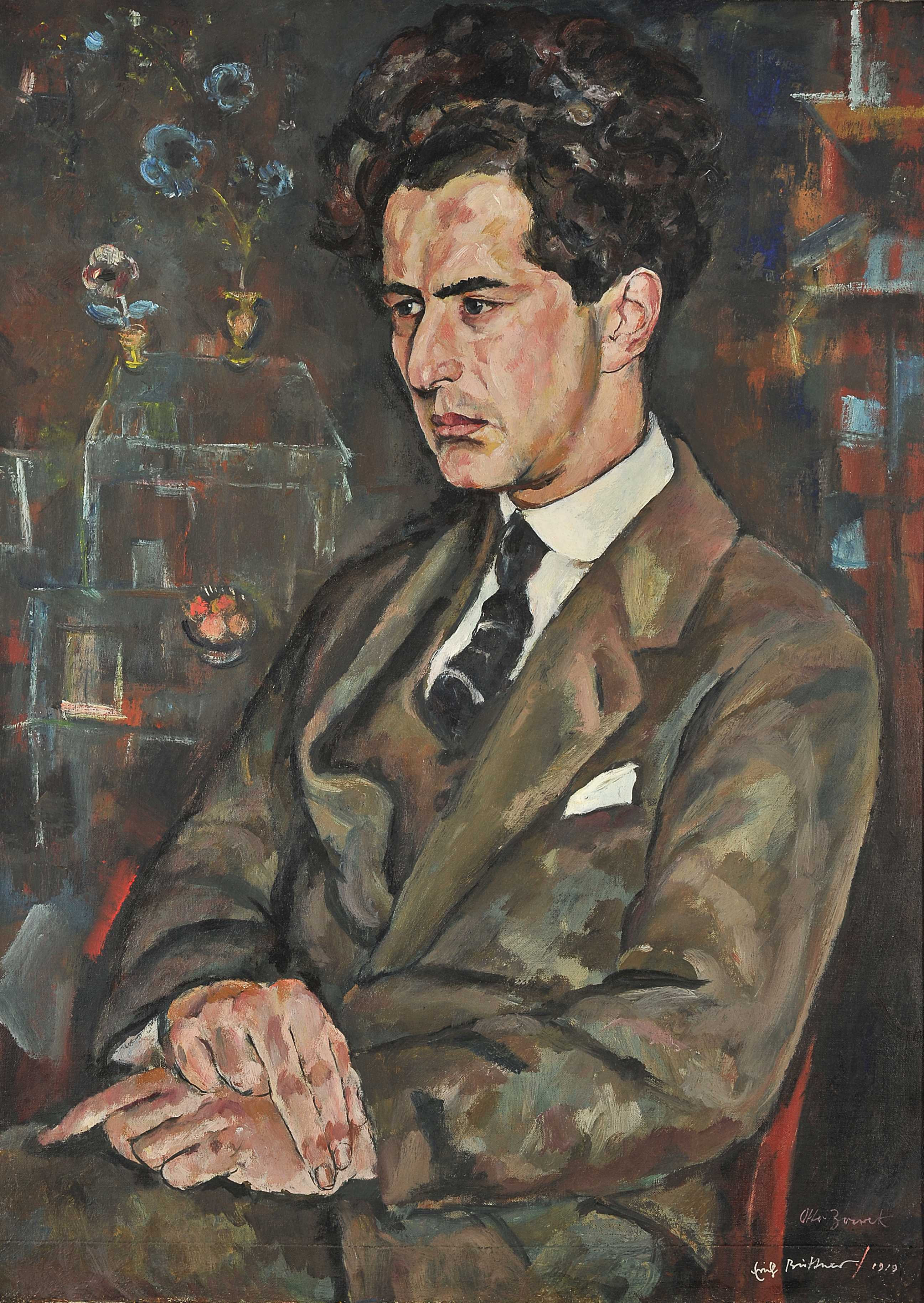
Der Dichter Otto Zarek, Ölgemälde von Erich Büttner, 1919

Otto Zarek (* 20. Februar 1898 in Berlin; † 21. August 1958 in West-Berlin) war ein deutscher Dramaturg, Regisseur, Schriftsteller, Kritiker und Journalist. Nach frühen expressionistischen Werken verfasste er vor allem Unterhaltungsromane und historisch-biographische Erzählungen.

## Leben
Zarek wurde als Sohn des aus Brieg stammenden Fabrikanten Edmund Zarek (1854–1913) geboren und wuchs in Berlin und Plauen auf. Nach dem 1916 bestandenen Abitur nahm er zunächst ein Jurastudium in München auf, das er bald zu Gunsten seiner literarischen und künstlerischen Ambitionen vernachlässigte. Statt juristischer Vorlesungen besuchte er das Literaturseminar des Germanisten Artur Kutscher, wo er Ernst Toller und Eugen Roth kennenlernte. Zarek schrieb 1916 sein erstes Drama, Karl V., das bereits 1918 veröffentlicht wurde; ein Jahr später erschienen Erzählungen unter dem Titel Die Flucht. 1920 wechselte er ganz zum Theater. Er studierte Regie bei Otto Falckenberg und wurde 1920 für kurze Zeit Mitglied des Max-Reinhardt-Ensembles in Berlin. 1920 bis 1922 arbeitete er als Dramaturg an den Münchner Kammerspielen. Daraufhin kehrte er nach Berlin zurück, wo er zunächst als Literaturkritiker der Neuen Rundschau arbeitete. 1925 wurde er Chefdramaturg der sieben Berliner Theater Heinz Saltenburgs, zu denen seinerzeit das Deutsche Künstlertheater, das Lessingtheater und das Theater am Kurfürstendamm gehörten.
Während dieser Jahre verfasste Zarek Dramen, Romane, Novellen, Essays und Hörspiele. 1919 erhielt er eine ehrenvolle Erwähnung beim Kleist-Preis und 1921 für sein Theaterstück David (1921) den Ehrenpreis „Das junge Deutschland“. Noch in München lernte Zarek unter anderem Klaus und Thomas Mann sowie Bertolt Brecht kennen. In Berlin verschaffte Zarek Brecht 1922 die Möglichkeit, im Kabarett „Wilde Bühne“ vorzutragen und machte ihn außerdem mit Arnolt Bronnen bekannt. Zarek selbst erregte 1930 vor allem mit seinem Roman Begierde einiges Aufsehen, in welchem er sich mit den Themen Eros und Homosexualität auseinandersetzte. Sein Roman Theater um Maria Thul (1932) gilt als Schlüsselroman aus dem Theatermilieu. Vorbild der Hauptfigur Maria Thul war wohl die Schauspielerin Elisabeth Bergner, als deren Entdecker sich Zarek sah.
Zarek war zwar ein eigentlich unpolitischer Autor. Aber zumal als Jude und Homosexueller, dessen Schriften verboten wurden, verließ er Deutschland nach dem Reichstagsbrand 1933. Er emigrierte nach Ungarn, wo er sich bald heimisch fühlte. In Budapest arbeitete er bis 1938 als Korrespondent der Basler National-Zeitung und veröffentlichte neben weiteren Unterhaltungsromanen die historisch-biographischen Erzählungen Kossuth (1936) über den ungarischen Nationalhelden Lajos Kossuth, Moses Mendelssohn (1936), eine Geschichte Ungarns sowie unter dem Pseudonym „Ferdinand Mayr-Ofen“ eine Studie zu Ludwig II. von Bayern (1938). Teilweise wurden seine Bücher auch ins Ungarische und Englische übersetzt. Die Verlängerung seiner Aufenthaltserlaubnis während der fünf Jahre in Ungarn gelang ihm immer wieder durch geschickte Ein- und Ausreisen, Protektion und Opportunismus.
Im Juni 1938 ging Zarek mit einem Stipendium nach England. Hier verfasste er seinen autobiographischen Bericht German Odyssey (1941) und wurde Mitglied des P.E.N. Clubs. Er trat 1940 in die britische Armee ein und tat bis 1942 im British Army Pioneer Corps Dienst. 1943 erhielt er im Nachrichtendienst Political Intelligence Division den Rang eines Captains. Zuletzt war er in der Prisoner-of-War Division tätig. Zwischen 1945 und 1948 arbeitete Zarek als leitender Übersetzer in der Deutschlandabteilung der BBC. Nachdem es ihm 1948 nicht gelang, sich in New York zu etablieren, leitete er in London bis 1954 die Öffentlichkeitsarbeit der Children’s and Youth Aliyah.
Im selben Jahr kehrte Zarek schließlich nach Berlin zurück, um die Presseabteilung des Berliner Schiller-Theaters und des Schlossparktheaters zu übernehmen. Bereits 1950 hatte er Kontakte zum Jüdischen Gemeindeblatt für die Britische Zone geknüpft. Auch zu deren Nachfolgerpublikation, der Allgemeinen Wochenzeitung der Juden in Deutschland, trug er regelmäßig bei. Er arbeitete bis zu seinem Tod außerdem für verschiedene deutsche Radiostationen, verfasste Beiträge für jüdische Zeitschriften und organisierte ehrenamtlich Kulturveranstaltungen für die Berliner jüdische Gemeinde. Sein literarischer Nachlass ist verschollen.

## Wirkung
Zareks Frühwerk stand im Zeichen des Expressionismus. „Kunst vermag nicht Mittel zu sein,“ formulierte Zarek 1919 in einem Beitrag in der Zeitschrift Der Weg. Monatsschrift für expressionistische  Literatur, Kunst und Musik. „Sie ist: Ausdruck; sie setzt Wesenheit voraus, sie ist Ausdruck des letzten Sinnes; sie sagt: Das bis Du!“ Seine späteren Romane und Biografien zielten auf ein breiteres Publikum. In der Studie „German Kultur“ (1942/1946) versuchte er den Widerspruch zwischen deutscher Kultur und nationalsozialistischer Barbarei durch den Gedanken der faustischen Ambivalenz zu erklären, der später zentral für das Werk Thomas Manns wurde (Doktor Faustus).
Vor allem in seiner Berliner Zeit als Dramaturg war Zarek eine der einflussreichsten Persönlichkeiten der Theaterszene. Er betrachtete sich als Entdecker Brechts und verwandte im Zusammenhang mit einem Drama Bronnens auch schon die Bezeichnung „episches Theater“. Brecht selbst urteilte über Zarek: „Er ist nicht so klug, als ich mir vorgestellt hatte. Außerdem hat er einen verflucht unplastischen Stil.“

## Werke
- Kaiser Karl V. Ein Drama. München 1918.
- Die Flucht. Novellen. München 1918.
- David. Ein dramatisches Gedicht in 5 Akten. München 1921.
- Begierde. Roman einer Weltstadtjugend. Berlin 1930.
- Theater um Maria Thul. Berlin 1932.
- Treue. Zürich 1934.
- Kossuth. Die Liebe eines Volkes. Zürich 1935.
- Liebe auf dem Semmering. Zürich 1935.
- Moses Mendelssohn. Ein jüdisches Schicksal in Deutschland. Amsterdam 1936.
- [als Ferdinand Mayr-Ofen]: Ludwig II. von Bayern. Das Leben eines tragischen Schwärmers. Leipzig 1937.
- Die Geschichte Ungarns. Zürich 1938.
- German Odyssey. London: Jonathan Cape 1941 (Digitalisat)
- German Kultur. London 1942.
- The Quakers, London 1943.